# Rinaldo (opera)
Rinaldo (HWV 7) è un'opera in tre atti di Georg Friedrich Händel, su libretto di Giacomo Rossi, che fu data per la prima volta al Queen's Theatre di Londra il 24 febbraio 1711. Si tratta della prima opera su libretto italiano specificamente composta per la capitale inglese e costituì la base per il successivo quarantennale successo di Händel in Gran Bretagna.

## Vicende storiche
Il libretto dell'opera, del quale peraltro Händel non era soddisfatto, costituisce la traduzione in versi italiani, da parte di Giacomo Rossi, di un soggetto che Aaron Hill aveva tratto dalla Gerusalemme liberata di Torquato Tasso, sia pure distaccandosene notevolmente, in particolare con l'introduzione, a fini teatrali, del personaggio nuovo di Almirena. L'opera ebbe un successo straordinario per l'epoca, godendo di ben quindici spettacoli nella prima stagione, e venendo quindi ripresa annualmente nel triennio 1712-1714. Nel 1717 l'opera fu messa nuovamente in scena, però con aggiustamenti, volti soprattutto a consentire al contraltista castrato Gaetano Berenstadt di ricoprire la parte di Argante, originariamente scritta per il grande basso Giuseppe Boschi.
Nel 1731 l'opera fu nuovamente ripresa al King's Theatre, però con modifiche notevoli apportate da Händel alla partitura, allo scopo sia di limitare le stravaganze scenografiche barocche dell'ultimo atto, sia, in generale, per adattare la scrittura musicale ad un cast completamente rinnovato.
Dopo aver avuto altre esecuzioni, fra cui quelle a Napoli nel 1718 (con musiche aggiunte composte appositamente da Leonardo Leo e altri compositori della Scuola musicale napoletana) e altre in tedesco ad Amburgo nel periodo 1715-1727, l'opera uscì completamente, come di consueto, dal repertorio, fino al XX secolo, quando fu ripresa a Londra, in forma amatoriale, dagli allievi della Hammersmith Day Continuation School nel 1933, e poi in forma professionale, allo Händel Festival di Halle, nel 1954. A partire dalle rappresentazioni americane del 1975, con Marilyn Horne come protagonista, l'opera è rientrata stabilmente nel repertorio lirico internazionale. Un notevole successo ha in particolare riscosso l'edizione co-prodotta nel 1985 dal Teatro Municipale Valli di Reggio Emilia e dal Théâtre du Châtelet di Parigi: con una messa in scena curata integralmente da Pier Luigi Pizzi, questa produzione ha continuato da allora a girare per i tutti i principali teatri dell'Emilia Romagna, nonché in Italia e nel resto del mondo.

## Trama

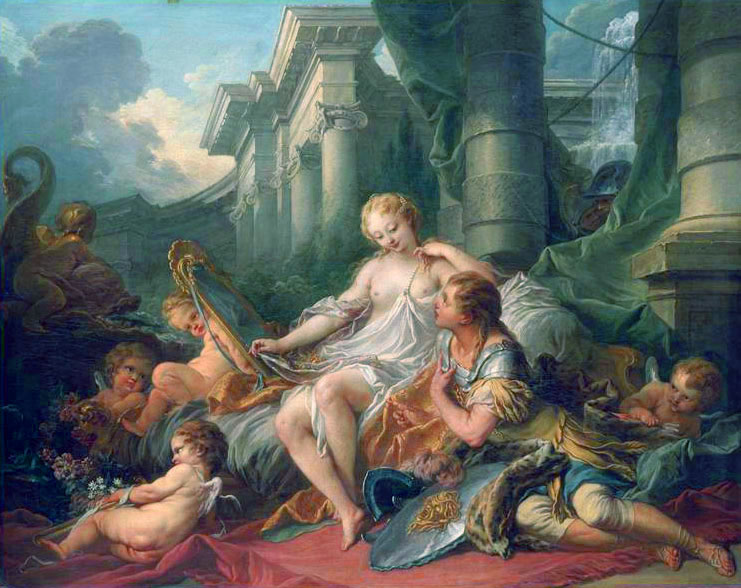
François Boucher Rinaldo e Armida (1734) Museo del Louvre

Al tempo delle Crociate, Goffredo di Buglione, a capo della spedizione cristiana in Terra santa contro i Saraceni, per ottenere l'aiuto del giovane Rinaldo, valoroso cavaliere Templare, gli promette in sposa la bella figlia Almirena, quando Gerusalemme verrà conquistata.
I Cristiani, capeggiati da Rinaldo, occupano la Palestina e assediano il suo re pagano, Argante, a Gerusalemme. La maga Armida, amante di Argante, riesce coi suoi sortilegi ad imprigionare nel suo castello incantato l'innocente Almirena e quindi ad attirare anche Rinaldo, del quale si invaghisce, tentando invano di sedurlo con l'inganno trasformandosi in Almirena.
La vicenda si complica quando a sua volta Argante si innamora di Almirena, che lo respinge sdegnata. Dopo innumerevoli difficoltà: Armida che tenta di uccidere Almirena (salvata poi da Rinaldo) che tenta di uccidere a sua volta Armida ma che viene a sua volta salvata dalle Furie, i due giovani finalmente vengono liberati da Goffredo. Rinaldo col suo esercito espugna Gerusalemme, cattura Argante e Armida, convertendoli al cristianesimo (nella seconda versione i due scenderanno su un carro all'inferno) e infine sposa Almirena.

## Personaggi e interpreti
| Personaggi (in ordine di apparizione)                      | Tipologia vocale (1711) | Interpreti della prima, 24 febbraio 1711 Direttore: Händel (?) | Tipologia vocale (1731) | Interpreti della seconda versione, 6 aprile 1731 |
| ---------------------------------------------------------- | ----------------------- | -------------------------------------------------------------- | ----------------------- | ------------------------------------------------ |
| Goffredo: capitano generale dell'armata cristiana          | contralto               | Francesca Vanini-Boschi                                        | tenore                  | Annibale Pio Fabri                               |
| Rinaldo: eroe del campo, destinato sposo ad Almirena       | contralto castrato      | Nicolò Grimaldi, "Nicolini"                                    | contralto castrato      | Francesco Bernardi, il "Senesino"                |
| Almirena: figlia di Goffredo, destinata sposa a Rinaldo    | soprano                 | Isabella Girardeau                                             | soprano                 | Anna Maria Strada                                |
| Eustazio: fratello di Goffredo                             | contralto castrato      | Valentino Urbani                                               | [ 10 ]                  | [ 10 ]                                           |
| Un araldo                                                  | tenore                  | Laurence                                                       | basso                   |                                                  |
| Argante: re di Gerusalemme, amante di Armida               | basso                   | Giuseppe Boschi                                                | contralto               | Francesca Bertolli                               |
| Armida: incantatrice, regina di Damasco, amante di Argante | soprano                 | Elisabetta Pilotti Schiavonetti                                | contralto               | Antonia Merighi                                  |
| Due sirene                                                 | soprani                 |                                                                |                         |                                                  |
| Una donna                                                  | soprano                 |                                                                |                         |                                                  |
| Mago cristiano                                             | contralto castrato      | Giuseppe Cassani                                               | basso                   | Giovanni Giuseppe Commano                        |
| Sirene, spiriti, furie, ufficiali, guardie, attendenti     |                         |                                                                |                         |                                                  |

## Organico orchestrale
La partitura di Händel prevede l'utilizzo di:
4 trombe, 1 flauto piccolo (diritto), 2 flauti, 2 oboi, fagotto, timpani, violino solo, archi, clavicembalo solo, basso continuo.

## Struttura musicale
(Riferita alla prima versione.)
Ouverture
Atto Primo
- Sovra balze scoscese e pungenti (Goffredo)
- Combatti da forte (Almirena)
- Ogni indugio d'un amante (Rinaldo)
- Sulla ruota di Fortuna (Eustazio)
- Sibilar gl'angui d'Aletto (Argante[11])
- No, che quest'alma (Goffredo)
- Vieni, o cara (Argante)
- Furie terribili (Armida)
- Molto voglio, molto spero (Armida)
- Augelletti (Almirena)
- Duetto Scherzano sul tuo volto (Rinaldo e Almirena)
- Sinfonia
- Cara sposa (Rinaldo)
- Cor ingrato (Rinaldo)
- Col valor, colla virtù (Eustazio)
- Venti, turbini (Rinaldo)

Atto Secondo
- Siam prossimi al porto (Eustazio)
- Il vostro maggio de' bei verdi anni (sirene)
- Il tricerbero umiliato (Rinaldo)
- Mio cor, che mi sai dir? (Goffredo)
- Lascia ch'io pianga (Almirena)
- Basta che tu sol chieda (Argante)
- Duetto Fermati! (Armida e Rinaldo)
- Abbrucio, avvampo e fremo (Rinaldo)
- Accompagnato e aria Dunque i lacci d'un volto - Ah crudel, il pianto mio (Armida)
- Vo' far guerra (Armida)

Atto Terzo
- Sinfonia
- Andate, o forti (Mago)
- Sorge nel petto certo diletto (Goffredo)
- È un incendio fra due venti (Rinaldo)
- Marcia
- Duetto Al trionfo del nostro furore (Armida e Argante)
- Bel piacere è godere (Almirena)
- Di Sion nell'alta sede (Eustazio)
- Or la tromba (Rinaldo)
- Battaglia
- Solo dal brando (Goffredo)
- Vinto è sol dalla virtù (tutti)